# Jimmy Neutron: Boy Genius
Jimmy Neutron: Boy Genius (Jimmy Neutrón: el niño genio en Hispanoamérica y Jimmy Neutrón: el niño inventor en España) es una película infantil de ciencia ficción animada por computadora, estrenada el 21 de diciembre de 2001. Fue producida por Nickelodeon Movies, DNA Productions y O Entertainment, con la dirección de John A. Davis, quien escribió el guion junto con Steve Oedekerk, David N. Weiss y J. David Stern, basado en una idea suya de años atrás. La película sigue al personaje de Jimmy Neutrón (con la voz de Debi Derryberry), un niño de diez años con una extraordinaria inteligencia y talento para la creación de gadgets, que debe salvar a todos los padres de su ciudad de una raza de extraterrestres con forma de huevo, conocida como Yolkians.
Davis concibió la idea en la década de 1980, cuando escribió un guion para un cortometraje protagonizado por el personaje prototípico de Jimmy, Johnny Quasar. Tras retomarlo varios años después, él y su amigo Keith Alcorn usaron su primera copia del programa LightWave para realizar el cortometraje de animación en 3D The Adventures of Johnny Quasar, que dura unos cuarenta segundos. El corto ganó popularidad en la convención SIGGRAPH de 1995 y atrajo la atención de Oedekerk, fundador de O Entertainment, lo que llevó a DNA Productions (fundada por Davis y Alcorn) a desarrollar la idea para un piloto de televisión. Tras llevar la propuesta a Nickelodeon y ajustarla a sus requerimientos por varios años, se planteó la posibilidad de hacer una serie de televisión y un largometraje. Davis sugirió comenzar con lo segundo, para que su equipo pudiera modelar elementos en 3D con un mayor presupuesto y reutilizarlos posteriormente. Con 30 millones USD, la producción comenzó a principios de 2000 y duró aproximadamente 24 meses, luego de que DNA aumentó considerablemente su personal.
Se trata de la primera película de animación por computadora hecha íntegramente con software comercial; principalmente, LightWave y project:messiah 1.5. Además, presentó al primer personaje en 3D de Nickelodeon, Jimmy Neutrón, quien se convirtió en la imagen de una franquicia multiplataforma, con apariciones en páginas web, videojuegos, atracciones temáticas y más. Una fuerte campaña publicitaria sirvió para familiarizar al público con él, mediante asociaciones con marcas famosas y contenido sinérgico transmitido en Nickelodeon. La película se exhibió en múltiples países alrededor del mundo, bajo la distribución de Paramount Pictures, con lo que recaudó un total de 102 millones USD. Recibió críticas mayormente positivas y fue nominada al primer Premio Óscar a la mejor película de animación, junto con Monsters, Inc. y la ganadora Shrek. La serie de televisión, titulada The Adventures of Jimmy Neutron, Boy Genius, se estrenó en septiembre de 2002. Una segunda serie, el spin-off Planet Sheen, se estrenó en 2010.

## Sinopsis
Jimmy Neutrón es un niño genio que vive con sus padres, Judy y Hugh, en la ciudad de Retroville. Normalmente está acompañado por su perro robot Goddard y sus mejores amigos, el obeso Carl y el hiperactivo Sheen. Su rival es Cindy, una inteligente compañera de clases que suele burlarse de él por su baja estatura. Un día, Jimmy lanza un satélite de comunicaciones al espacio exterior con la esperanza de contactar vida extraterrestre. Tiempo después, él y sus amigos se enteran de la gran inauguración del parque de atracciones Retroland. Nick, el chico popular de la clase, los incita a escabullirse y asistir. Judy se mantiene inflexible con los horarios de Jimmy y se niega a dejarlo ir, además de castigarlo por casi quemar la casa con su mochila propulsora. Él opta por desobedecerla y escapa de noche a Retroland, junto con Carl y Sheen.
Mientras tanto, el satélite de Jimmy es interceptado por los Yolkians, una raza alienígena originaria del planeta Yolkus. Su líder, el rey Goobot, reproduce un mensaje adjunto en el que se aprecia una foto de Judy y Hugh, por lo que envía sus naves a la Tierra para capturar a los adultos de Retroville. Jimmy, Carl y Sheen confunden las naves con una estrella fugaz, lo que lleva a Jimmy a desear liberarse de sus padres. A la mañana siguiente, todos los niños notan que los adultos han desaparecido y festejan alocadamente. Al principio, no tener padres les resulta divertido, pero en cuestión de horas se dan cuenta de que realmente los necesitan. Jimmy se entera de que su satélite ha sido encontrado y deduce que los padres fueron abducidos. Luego, recluta a los niños para convertir las atracciones de Retroland en naves espaciales, con las que irán al espacio en un plan de rescate.
Tras atravesar una lluvia de meteoros y acampar en un asteroide, los niños llegan al planeta Yolkus y descubren que sus padres ahora portan cascos que controlan sus mentes. Jimmy intenta liberar a su padre, pero el rey Goobot captura a los niños y menciona que el satélite de Jimmy fue de gran ayuda en su plan; ahora pretenden ofrecer a los adultos como sacrificio al dios Poultra. Ooblar, el torpe asistente del rey, separa a Jimmy de Goddard y lo encierra en una mazmorra con los otros niños, quienes ahora culpan a Jimmy de todo lo sucedido. Cindy se compadece de él y lo anima a ayudarlos a escapar, admitiendo que todos necesitan de su inteligencia. Por medio del teléfono móvil de Libby —la mejor amiga de Cindy—, Jimmy se comunica con Goddard y logra liberar a los niños, tras engañar a Ooblar y obtener su llave.
Jimmy y compañía llegan al coliseo de los Yolkians, donde el monstruoso Poultra es liberado. Mientras Goobot organiza el sacrificio, Jimmy reúne a los niños para asaltar el coliseo y luchar contra los guardias. Mientras tanto, Sheen toma una nave de los Yolkians y la pilotea hasta noquear a Poultra en la cabeza. Jimmy le roba el control de los cascos a Goobot y los niños escapan de Yolkus con sus padres. Goobot organiza una flotilla para perseguirlos, pero esta es destruida cuando los niños vuelan sus naves muy cerca de la superficie del Sol. Cuando Goobot y Ooblar se burlan del tamaño de Jimmy, este utiliza uno de sus inventos para agrandarse al tamaño de un planeta y destruir la nave del rey, quien resulta único sobreviviente y jura vengarse. En el viaje de regreso a la Tierra, Jimmy se reconcilia con sus padres y admite que, a pesar de ser un genio, todavía depende de ellos.

## Personajes y reparto

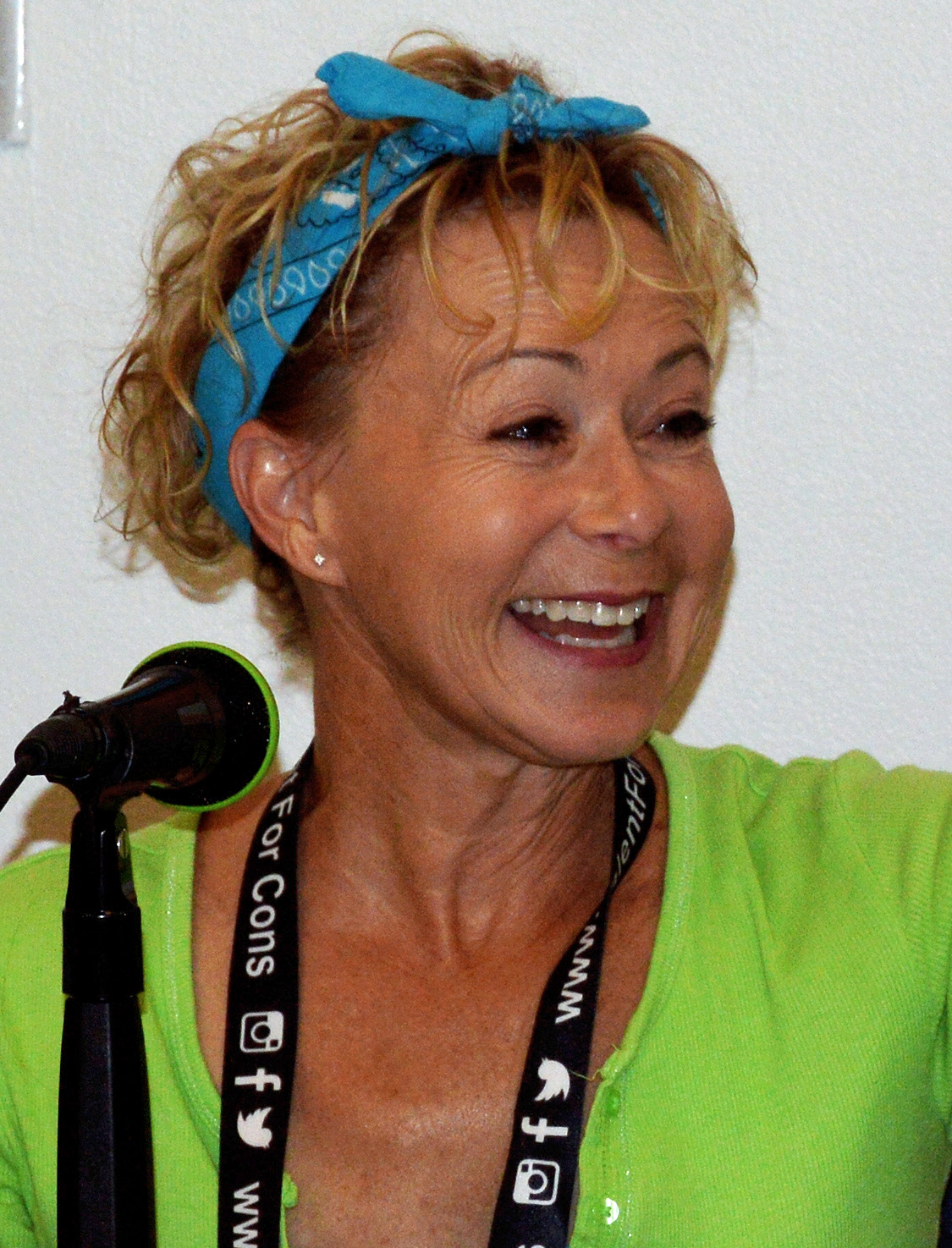
Debi Derryberry, voz de Jimmy Neutrón.

Debi Derryberry tuvo su primer gran papel al darle voz a Jimmy Neutrón, tras al menos quince años de carrera como actriz. Los productores querían seguir «el ejemplo de los Simpson» y escogieron a una mujer para que interpretara al «niño héroe». Sin embargo, según Los Angeles Times, Paramount no quiso exponerla al público hasta el lanzamiento de la película, con tal de no divulgar que el protagonista fue interpretado por una mujer. El personaje (de nombre completo James Isaac Neutrón) es un niño de diez años con un coeficiente intelectual «de nivel Einstein», cuyos inventos tienen el propósito de facilitarle la vida. Esto incluye rayos reductores, mochilas propulsoras y un robot que puede atar sus zapatos. Es el niño más inteligente de su escuela, pero sus compañeros lo excluyen y lo apodan «Nerdtrón». Jimmy a veces pide asistencia de su perro robot Goddard, cuyos talentos incluyen convertirse en teléfono, escalera, equipo de sonido y estallar a voluntad para «hacerse el muerto».
Los compañeros de Jimmy presentan «arquetipos del patio escolar». Entre ellos está Cindy Vortex, la rival de Jimmy, quien es la segunda más inteligente de la escuela y tiene una naturaleza «agresivamente competitiva». Su mejor amiga y «fiel secuaz» es Libby Folfax, la hija de una familia afroestadounidense, quien es «calmada e inteligente». Carl Wheezer, el mejor amigo de Jimmy, es gordo, temeroso y sufre de asma; Jimmy le dice que aún no están en la etapa de la vida en que las hormonas les hacen gustar intensamente de las chicas, aunque en realidad esconde su atracción por Cindy. Sheen Estévez, su otro mejor amigo, es un geek obsesionado por el superhéroe Ultralord, quien aparece en productos como videojuegos y figuras de acción. Por otro lado, Nick Dean es el «chico malo» de la escuela, de actitud despreocupada y «prematuramente cool», que gana fácilmente la admiración de las chicas (incluyendo la de Cindy).
La película también presenta a algunos personajes adultos, como Miss Fowl, la maestra de los niños, quien es encogida accidentalmente por el rayo de Jimmy y debe batallar contra la lombriz de una manzana. Judy y Hugh Neutrón, los padres del protagonista, son «despistados, pero cariñosos», e insisten en que este no debe comunicarse con extraños, aunque sea a través de sus inventos. Judy es de carácter firme y suele reprender a Jimmy cuando «el tonto de Papá está demasiado asombrado para intervenir». Además, su casa está decorada con pinturas y esculturas de patos, dado que Hugh está fascinado por ellos. Todos los adultos de Retroville son secuestrados por los Yolkians, así que Jimmy y sus compañeros deben unir fuerzas para cumplir el plan de rescate.
Los Yolkians son personajes cómicos de otro planeta que fueron llamados a la Tierra por el satélite casero de Jimmy; tienen una apariencia verde, forma de huevo y una consistencia viscosa-gelatinosa. Estos siguen las órdenes del maligno e incompetente rey Goobot, quien es siempre acompañado por su entusiasta y «semi-confiable» asistente, Ooblar. Los Yolkians veneran a Poultra, el «Dios de la cólera», a quien quieren hacerle una ofrenda con todos los humanos que han abducido. Según Patrick Z. McGavin, crítico de cine de Chicago Tribune, estos personajes representan el «miedo irracional hacia el “otro”» que es común en los filmes de la era atómica.
El doblaje en español latinoamericano incluye las actuaciones de Eduardo Curiel (Jimmy), Circe Luna (Cindy), Isabel Martinón (Carl), Humberto Solórzano (rey Goobot) y Moisés Palacios (Ooblar). El doblaje de España presenta a Ian Lleonart (Jimmy), Michelle Jenner (Cindy), José Javier Serrano (Carl), Juan Fernández (Rey Goobot) y Manuel Osto (Ooblar). En la versión original, grabada en inglés, el reparto completo es el siguiente:
- Debi Derryberry - Jimmy Neutrón
- Carolyn Lawrence - Cindy Vortex
- Rob Paulsen - Carl Wheezer/señor y señora Wheezer
- Megan Cavanagh - Judy Neutrón
- Mark De Carlo - Hugh Neutrón
- Jeff Garcia - Sheen Estévez
- Andrea Martin - Miss Fowl
- Candi Milo - Nick Dean/Britanny/PJ
- Crystal Scales - Libby Folfax
- Patrick Stewart - Rey Goobot
- Martin Short - Ooblar
- Jim Cummings - Ultralord/Control de Misión
- David L. Lander - Guardia del planeta Yolkus/Gus
- Bob Goen y Mary Hart - Presentadores de noticias

## Temáticas y estilo
Uno de los propósitos primordiales de la película es explorar las fantasías infantiles, de acuerdo con su guionista y director, John A. Davis, quien se basó en uno de sus cuestionamientos: «¿Cómo sería si uno se enojara con sus padres, construyera un cohete y volara lejos del hogar?». Dos de estas fantasías consisten en «divertirse en las atracciones» y «atiborrarse de dulces» a espaldas de los adultos. Con el paso de la trama, se cuenta una «misión intergaláctica» para rescatar a los padres de Retroville y librar al mundo del peligro.
Para Mike Price, del diario Fort Worth Business Press, Jimmy y sus fantasías proceden de «la corriente onírica de la cultura popular», con antecedentes como Leave It to Beaver, Watch Mr. Wizard y —en especial— el filme Invaders from Mars (lo que él denomina «antecedentes nostálgicos»), si bien «en cualquier caso, los personajes de niños héroes se habían convertido en una presencia recurrente en la ficción popular mucho antes», refiriéndose a figuras literarias como Tom Sawyer y Tom Swift. Price señala que David MacLean, el personaje principal de Invaders from Mars, es un niño que desea ser científico, «y por cada hora que pasa rastreando las estrellas con un telescopio, probablemente pasa otras dos leyendo cómics y pulps de ciencia ficción». En este sentido, «Jimmy Neutrón podría incluso ser el yo fantástico de David, realizado de una manera algo más alegre» y gracias a la «resonancia cultural de mediados del siglo XX».
Nigel Bell, de BBC Online, aseguró que la moraleja de la película es que «las familias son buenas» y que los niños «no deben hablar con extraños», puesto que la ambición de Jimmy por contactar a extraterrestres es lo que conduce a la abducción de sus padres. Además, el acto de escapar al parque Retroland es tanto una travesura como un acto de rebeldía, pero lo obliga a entender tarde o temprano que todavía depende de mamá y papá. En palabras de Ed Gonzales, de Slant Magazine: «Puede que tus padres no te dejen divertirte, pero si no están, ¿quién te va a cocinar huevos revueltos?». Si bien es posible que los padres sean más sabios que los niños, la película también invita a «pensar en grande» y «creer en ti mismo», según lo afirma Kimberly Jones, de The Austin Chronicle.

Representación de un núcleo atómico como un conjunto de neutrones (azules) y protones (rojos).

La cinta también hace referencias a varios productos culturales, como The Twilight Zone, Star Trek y Dune, así como a nombres que son sinónimos del desarrollo científico, como el de James Chadwick e Isaac Newton (recogidos en el nombre completo del protagonista, James Isaac Neutrón). Igualmente, el apellido de Cindy, Vortex, se traduce al español como «vórtice»; es decir, un flujo turbulento que gira muy rápido y absorbe cosas como un tornado (en relación con cómo Cindy «absorbe el conocimiento»). Este personaje también propicia una batalla de géneros: mientras Cindy «apoya una hipótesis de superioridad femenina en el reino animal», Jimmy —quien hace experimentos con su «planta devoradora de niñas»— no tarda en refutar la objetividad de su investigación y generar una «tensa confrontación» durante una clase de «mostrar y contar». Para Matthew Leyland, de la revista Sight & Sound, momentos como ese se enfocan en la «inocencia sexual» y el «conservadurismo de género».
Otros de los términos mencionados son las lluvias de meteoros, los aterrizajes en asteroides y los cruces a través de la estratosfera, mesosfera e ionosfera. También hay elementos de ciencia ficción, tales como el planeta Yolkus y las extravagantes creaciones de Jimmy: el «súper automóvil de goma de mascar», la máquina de peinar cabello, el comunicador intergaláctico (hecho con una tostadora) y el perro robot Goddard, quien tiene un teléfono integrado, puede copiar la voz de Jimmy y funciona con inteligencia artificial. Los personajes también sobreviven a las condiciones del espacio exterior, como la falta de oxígeno, el frío intenso y la presión del vacío, sin necesitar protección alguna. Por otro lado, Retroville es un lugar donde los avances tecnológicos contradicen la atmósfera de los años 1950, lo cual Davis definió como «una realidad atemporal», en la que el Internet y los videojuegos ya son comodidades para los niños.

## Producción

### Origen y desarrollo
John A. Davis siempre había sido un aficionado al cine y a las animaciones en stop motion, y en 1989 escribió un guion sobre un niño genio para un posible cortometraje en acción real, titulado Runaway Rocketboy. El nombre del personaje, Johnny Quasar, provino del apodo que Davis obtuvo de sus compañeros de un empleo de verano cuando era más joven. Ciertos eventos de la era espacial, como lanzamientos de cohetes y alunizajes, también fueron de gran influencia para él desde su tiempo en la escuela primaria. Si bien el concepto era simple —Johnny huía de casa en un cohete construido por él mismo—, habría requerido modelos en miniatura y cierta cantidad de efectos especiales. Dado que tampoco era de carácter educativo, habría sido difícil conseguir una beca para financiarlo, así que Davis desistió de sacarlo adelante.
En 1987, Davis y su amigo Keith Alcorn fundaron el pequeño estudio DNA Productions en Irving (Texas) para crear cortas animaciones independientes y para clientes de la ciudad de Dallas. Primero las producían de manera tradicional en láminas de celuloide, pero en 1995 comenzaron a experimentar con la animación en 3D utilizando su primera copia del programa LightWave. Davis retomó su antigua idea y, como prueba de su potencial, animó junto con Alcorn —su diseñador de personajes— a Johnny Quasar en un cortometraje de cuarenta segundos, el cual finalizaron en 1994. En solo ese tiempo, Johnny conducía su cohete por el espacio, se presentaba a sí mismo y a su perro robot Goddard, evitaba algunos asteroides y continuaba su ruta fuera de la pantalla.
El corto, titulado The Adventures of Johnny Quasar, entró a la convención SIGGRAPH de 1995, donde fue evaluado por sus gráficos tridimensionales modelados en LightWave. Desde entonces, se hizo notable por ganar dos premios «Wavey» y por aparecer en varias revistas especializadas en el medio de la animación. Fue así como llamó la atención de Steve Oedekerk, el fundador de O Entertainment y director de la película Ace Ventura: When Nature Calls, quien se declaró fan de la animación por computadora y gustó de lo «divertido» que lucía Johnny, con su aspecto caricaturesco en lugar de fotorrealista. Tras establecer contacto con Davis, recibió el corto completo en una videocinta, además de una «biblia» que Davis y Alcorn habían desarrollado en torno a Johnny para expandir su mundo. El personaje experimentó algunos cambios importantes que lo volvieron más identificable: obtuvo su característico estilo de cabello, fue despojado de su bata de laboratorio y su edad fue aumentada de 4-5 a 9-10. El Speedy Alka-Seltzer de George Pal (visto en The Puppetoon Movie) fue una inspiración para el diseño.

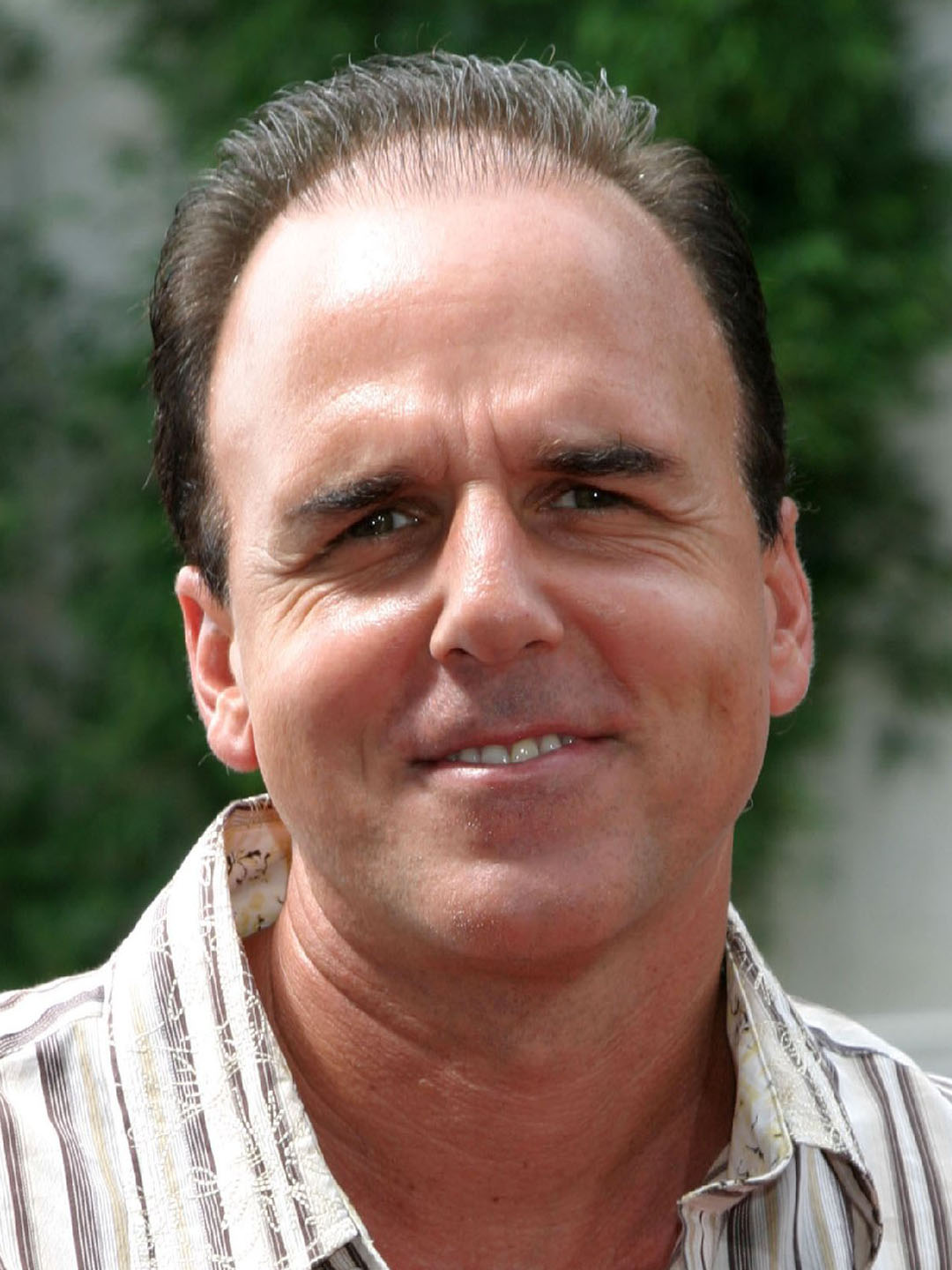
Steve Oedekerk, coescritor y productor de la película.

En asociación con Oedekerk y O Entertainment, DNA emprendió un recorrido en 1995 para presentar The Adventures of Johnny Quasar por varios estudios potencialmente interesados en hacer una serie de televisión. En el verano de ese año llegaron a Nickelodeon, cuyo presidente de televisión y cine, Albie Hecht, se mostró bastante entusiasta por la propuesta, tanto por su estilo retrofuturista como por lo innovador que podía ser un personaje en 3D para las distintas divisiones del canal. Para él, Johnny Quasar era el «perfecto niño Nick» por su sentido de la invención y de la aventura, y porque traía «lo extraordinario a la vida real» como una mezcla entre Albert Einstein y Bart Simpson. Un largo proceso de desarrollo comenzó entonces, comprendido entre 1995 y 1997, en el que DNA y O Entertainment siguieron colaborando mientras se ajustaban a las revisiones del canal. Johnny Quasar pasó a llamarse Jimmy Neutrón, pues Nickelodeon no quería que fuese confundido con los personajes de Jonny Quest y Captain Quazar. Ante esto, Davis mantuvo que «quería un nombre de niño con un ícono de la ciencia», siendo cuásar un cuerpo celeste y neutrón una partícula subatómica. Él y su esposa también barajaron Jimmy Protón como alternativa.
Un episodio piloto de trece minutos, hecho por DNA con equipamiento limitado y software comercial, fue culminado en 1998 y elevó aún más las esperanzas en el proyecto, pues le demostró a Nickelodeon las posibilidades de producir imágenes reutilizables en 3D. Esto no solo potenció la idea de hacer una serie de televisión, sino que también se habló de producir un largometraje. Davis, sorprendido por la propuesta, convenció a Nickleodeon de empezar con lo segundo, pues los elementos creados con calidad cinematográfica podrían reutilizarse en la serie de televisión. Esto no estaba libre de riesgos en un sentido de negocios, ya que tendrían que construir una audiencia desde cero sin las ventajas de estrenar la serie primero. El valerse de un extenso plan promocional pondría a Jimmy —el primer personaje en 3D del canal— en el centro de una franquicia multiplataforma desde el comienzo. Davis y sus asociados firmaron un trato con Nickelodeon y Paramount Pictures, y la producción fue autorizada en el otoño de 1999.

### Guion
En tres meses, Davis y Oedekerk escribieron el guion con ayuda de David N. Weiss and J. David Stem, dos escritores veteranos de la serie Rugrats. Desde el origen de Johnny Quasar, la idea era que este niño genio, capaz de construir un cohete espacial y a su propio robot mascota, cumpliría sus fantasías infantiles en virtud de sus conocimientos científicos, sin dejar de ser como cualquier otro niño. El episodio piloto hecho antes que la película fue la base de otros conceptos, como la existencia de los alienígenas Yolkians y que Jimmy no siempre es apreciado por sus inventos.
Davis y Oedekerk se remontaron a sus infancias para incorporar más ideas, como qué haría un niño si pudiera crear cualquier tipo de artefacto tecnológico para su beneficio. En ese sentido, la película es «una gran fantasía infantil» que incorpora inventos descabellados (como un satélite construido con una tostadora y una espátula), los cuales determinan aún más los argumentos de la posterior serie de televisión. Las creaciones de Jimmy no siempre dan el resultado que él quiere, ya que aún no alcanza la madurez necesaria para afrontar mejor las consecuencias o para encauzar sus emociones más fuertes. Davis describió al personaje como su alter ego, quien puede hacer todas las cosas que él no podía cuando era pequeño, como tener su propio laboratorio subterráneo al cual acceder a través de un pasaje secreto.
Dos influencias de Davis fueron Ray Harryhausen —célebre animador de stop motion y pionero de efectos especiales— y Thunderbirds —serie de televisión inglesa de ciencia ficción con marionetas—. Además, el monstruo Poultra del planeta Yolkus es un homenaje al kaijū Mothra, de la franquicia de Godzilla. Oedekerk proveyó gran parte del humor irónico contemporáneo de la película, mientras que Davis le dio forma a la ciudad de Retroville con un estilo retrofuturista, arraigado en la era atómica de los años 1950, pero con una plétora de elementos modernos, como satélites, videojuegos y computadoras personales con conexión a Internet. La bebida Burp Soda fue una idea de Zoe, la hija de Oedekerk, quien por su aporte recibió un agradecimiento especial en los créditos de la película.
Rivalizando con Jimmy, quien habría de gustarle principalmente a los niños varones, el personaje de Cindy Vortex también presume de una gran inteligencia y se adhiere al estándar de añadir «personajes femeninos fuertes» a las propiedades de Nickelodeon. Por lo tanto, también habría de gustarle a las niñas y es, según Davis, una antagonista equivalente a Catwoman. Mientras tanto, Sheen Estévez —el amigo de Jimmy, obsesionado con el superhéroe Ultralord— se basa en el lado coleccionista de Davis. En un principio, Sheen era japonés, ya que su nombre era el apodo de un empleado japonés que trabajaba en DNA, pero resultó difícil encontrar un actor de esa ascendencia que le proveyera voz. Finalmente, se le dio origen mexicano cuando el comediante mexicano-estadounidense Jeff García fue seleccionado para el papel. Carl, el amigo y sujeto de pruebas de Jimmy, fue un caso similar, pues está basado en un amigo de la infancia de Davis.
El perro robot Goddard asume un rol parecido al de la conciencia de Jimmy y su nombre proviene de Robert Goddard, «el padre de la cohetería moderna». Judy y Hugh Neutrón —una madre «brillante y mecánica» y un padre «creativo, pero un poco tonto»— funcionan como parodias de las figuras parentales de las comedias de situación clásicas, así como reflejos del hogar en el que Davis creció y de los típicos papás «aletargados» que había conocido. Él sostuvo que la historia debía ser divertida y contener una moraleja, algo que también tomó de telecomedias de antaño, como Leave It to Beaver y The Dick Van Dyke Show. Por otra parte, los Yolkians están estrechamente relacionados con los huevos de gallina, lo que se manifiesta en chistes, simbolismos y juegos de palabras, así como en sus propios diseños y en el diseño de sonido. Davis dijo:

En la secundaria básica, cuando comencé a hacer películas con figuras de acción, la primera nave espacial que construí estaba hecha de un huevo. Bueno, en realidad era un contenedor de pantimedias L'eggs, que solía ser un gran huevo de plástico. Le puse pequeños motores y lo colgué de un hilo para que volara. No sé si eso se quedó grabado en mi subconsciente, pero ahora asocio los viajes espaciales con huevos y gallinas.

### Diseño y animación
| «Realmente queríamos darle a los personajes algunos elementos de diseño únicos, algo que la gente pudiera mirar y decir de inmediato: “¡Ese es Jimmy Neutrón!”. Al principio, Jimmy no tenía su [estilo] de cabello, el de forma de helado. Tenía un corte más parecido al de Glen Campbell». —Keith Alcorn (diseñador de personajes). |

DNA Productions pasó de tener solo veinte empleados a 150 para realizar Jimmy Neutron: Boy Genius con un presupuesto de 30 millones USD. La producción partió a inicios del año 2000, con un periodo límite de 24 meses para entregar la película a Nickelodeon y Paramount. Este fue el primer largometraje de animación por computadora creado íntegramente con software comercial, además del primero en su tipo en realizarse fuera de Hollywood (concretamente, en Las Colinas, una comunidad planificada de la ciudad de Irving). LightWave se utilizó para modelar, crear efectos, iluminar y animar objetos y multitudes, mientras que project:messiah 1.5 sirvió para articular a los personajes y animarlos individualmente (o rigging, el proceso de deformar modelos mediante puntos de control). Valerse de estos programas permitió trabajar de manera más rápida y sencilla, sin necesitar ayuda constante de expertos en códigos. Además, se empleó Adobe Photoshop para pintar detalles y texturas (como rubor en las mejillas de Jimmy), Sasquatch para crear objetos menores (como cabellos y césped) y Maya Fusion para componer las escenas. Algunos otros detalles consisten en imágenes fractales, como el flujo de electricidad en la cabeza de Goddard y las manchas verdes en la piel de Ooblar. En cuanto a hardware, la mayoría de las estaciones de trabajo utilizaron procesadores Intel y aproximadamente 120 computadoras Boxx combinadas para renderizar.
Además de ser productor ejecutivo y colaborador creativo, Keith Alcorn fue el diseñador principal de personajes, junto con Paul Claerhout. Desde el comienzo, se optó por diseños simples y caricaturescos para no complicar demasiado las cosas con detalles realistas, como simulaciones de tela o cabello. En vez de eso, se aplicó el principio del «squatch and stretch», que consiste en animar movimientos elásticos y exagerados como si se tratase de muñecos de goma. Alcorn le dio un aspecto gelatinoso a los Yolkians, quienes parecen hechos de mucosidad verde y se transportan dentro de armaduras que parecen cáscaras de huevo. Los personajes también se caracterizan por sus grandes cabezas, además de que todo en su mundo es más voluminoso y pesado en la parte superior, incluyendo los cohetes y las tazas de café. De ahí también que los autos sean como «enormes domos de burbuja», porque así los personajes pueden caber en ellos. Fred Cline fue el diseñador de producción y definió el estilo visual de los escenarios en general, valiéndose de colores coordinados y siguiendo el tema de los años 1950. Para esto, creó arte conceptual de lugares como el parque de atracciones Retroland y el interior de la casa Neutrón. Mientras tanto, un equipo de artistas independientes aportó su conocimiento en el área de la fantasía y el espacio exterior para diseñar los lugares ajenos al planeta Tierra.
Sean Jensen, quien dirigió los departamentos responsables de los modelos tridimensionales, recalcó lo importante que fue respetar las limitaciones de tiempo y dinero, por lo que hubo cuidado de no exceder el uso de memoria en disco. Para que los departamentos de animación pudieran manipular los modelos cómodamente, se crearon versiones sustitutas de baja resolución, mientras que FileMaker sirvió para categorizar el sinnúmero de archivos creados para la película. Igualmente, reducir la carga de polígonos resultó ideal para reutilizar los mismos modelos en la serie de televisión. En escenas llenas de multitudes, se utilizaron métodos de simplificación para que animar a los personajes requiriera menos tiempo. Por esto, los personajes que están más lejos de la cámara cuentan con menos articulación y están duplicados en lo amplio del escenario, con algunas variaciones en sus cuerpos para diferenciarlos entre sí. Una escena en particular muestra una concentración de 6000 Yolkians, para los cuales se hicieron treinta bucles de animación distintos. La técnica de captura de movimiento se utilizó para darle vida a personajes de fondo, mientras que los efectos de iluminación fueron automatizados por medio de secuencias de comando.

## Banda sonora
La temática retrofuturista de Jimmy Neutron: Boy Genius también se refleja en la música orquestal, la cual es obra del compositor John Debney, cuyo repertorio se extiende por filmes como Spy Kids, The Emperor's New Groove, The Princess Diaries y The Passion of the Christ. Por sus contribuciones musicales a la industria cinematográfica, The Hollywood Reporter lo incluyó en su artículo sobre los compositores más prolíficos de 2001. En el caso de Jimmy Neutron, definió su aporte como «grande y divertido», con «mucha guitarra», muestras sintetizadas de un theremín y varios bucles o «loops». Su observación particular fue que la película «no se prestaba demasiado para emociones cálidas o confusas», ya que la gran «recompensa» emocional ocurre cuando Jimmy logra reunirse con sus padres, lo cual se ve realzado por la música de Debney.

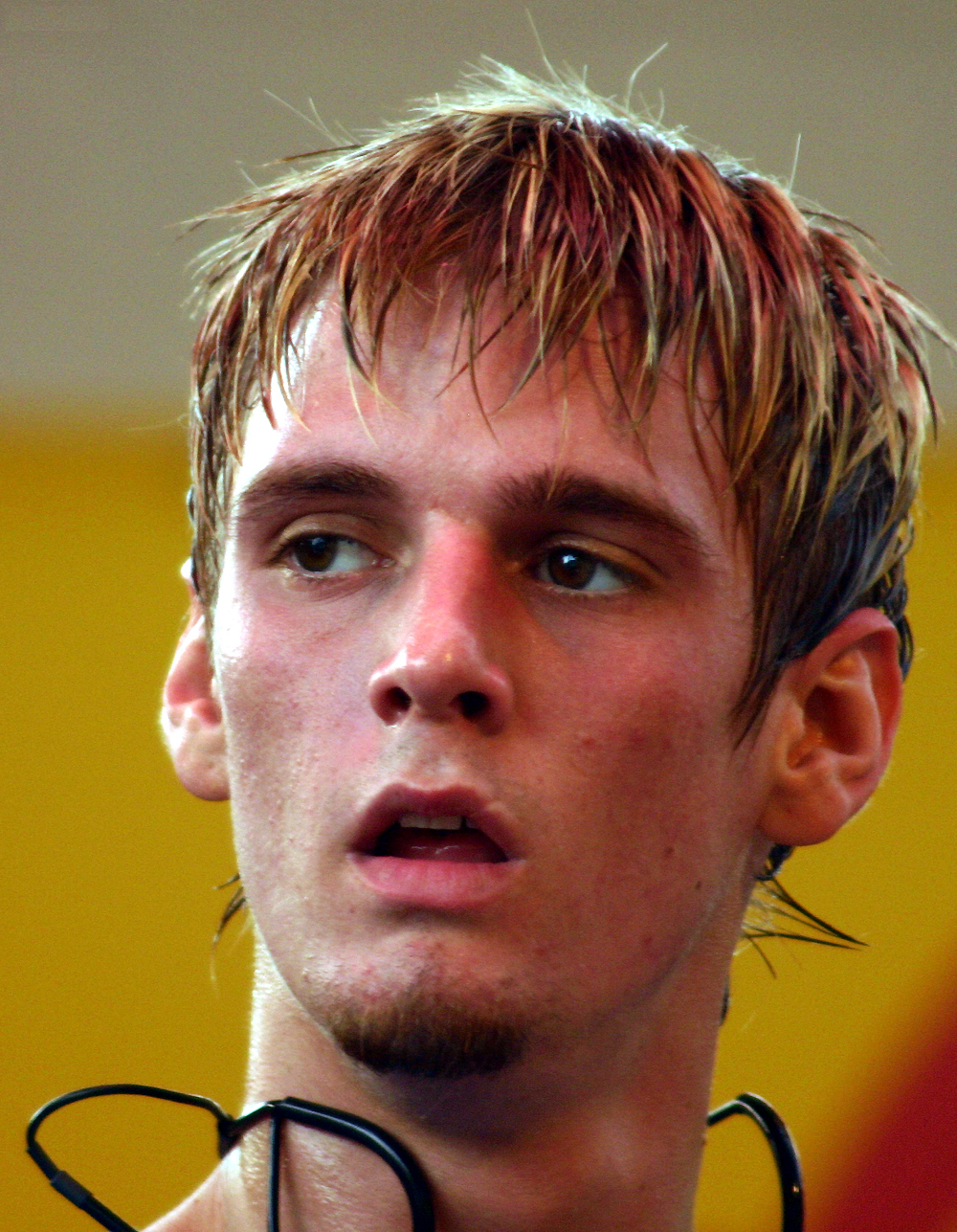
Aaron Carter cantó tres canciones de la banda sonora.

Por otro lado, Zomba Music Group y su subsidiaria Jive Records, en conjunto con el sello recién lanzado de Nick Records, sacaron al mercado la banda sonora oficial el 20 de noviembre de 2001, con canciones de artistas como Britney Spears, Aaron Carter, Ramones y Backstreet Boys. De los quince temas, varios eran remezclas, versiones o no se habían lanzado anteriormente, como era el caso de «Intimidated» (de Spears), «Go Jimmy, Jimmy» (de Carter), «Pop» (de 'N Sync, en su versión «Deep Dish Remix») y «He Blinded Me With Science» (de Melissa Lefton, original de Thomas Dalby). Además, estos exploran géneros como R&B, hip hop, pop, rock y rap. VH1 y MTV, canales hermanos de Nickelodeon, transmitieron los videos musicales de los temas incluidos a manera de promoción.
Según la reseña de Heather Phares para Allmusic, el álbum «presenta música genial para los niños» y «una mezcla aleatoria de teen pop con sencillos clásicos del new wave». Sin embargo, en una reseña para Entertainment Weekly, David Hiltbrand no lo consideró un «buen servicio» para dicha audiencia, a excepción de la balada «I Can Count on You», de la banda cristiana True Vibe. La reseña de Slant Magazine opinó que la película no cumple con los estándares de Pixar, en especial porque «comienza con una banda sonora sin vida» de estilo «teenybopper». En cuanto a desempeño comercial, el álbum llegó al sexto puesto de la tabla semanal Top Soundtracks de Billboard y clasificó como la 24.ª banda sonora más vendida de 2002.
Las canciones incluidas en el álbum son las siguientes:
| Jimmy Neutron: Boy Genius (Music From the Motion Picture) |                                             |                              |          |  |
| N.º                                                       | Título                                      | Intérprete                   | Duración |  |
| 1.                                                        | «Leave It Up to Me»                         | Aaron Carter                 | 02:59    |  |
| 2.                                                        | «Pop (Deep Dish Remix)»                     | 'N Sync                      | 04:13    |  |
| 3.                                                        | «Parents Just Don't Understand»             | 3LW, Nick Cannon, Lil' Romeo | 03:55    |  |
| 4.                                                        | «Intimidated»                               | Britney Spears               | 03:17    |  |
| 5.                                                        | «He Blinded Me With Science»                | Melissa Lefton               | 03:15    |  |
| 6.                                                        | «A.C.'s Alien Nation»                       | Aaron Carter                 | 03:23    |  |
| 7.                                                        | «Kids in America (canción)»                 | No Secrets                   | 03:06    |  |
| 8.                                                        | «The Answer to Our Life»                    | Backstreet Boys              | 03:17    |  |
| 9.                                                        | «The Chicken Dance»                         | Stupid                       | 01:32    |  |
| 10.                                                       | «I Can Count on You»                        | True Vibe                    | 03:46    |  |
| 11.                                                       | «We Got the Beat»                           | The Go-Go's                  | 02:31    |  |
| 12.                                                       | «Go Jimmy, Jimmy»                           | Aaron Carter                 | 02:38    |  |
| 13.                                                       | «Parents Just Don't Understand (Bonus Mix)» | 3LW, Nick Cannon, Lil' Romeo | 03:52    |  |
| 14.                                                       | «Blitzkrieg Bop»                            | Ramones                      | 02:12    |  |
| 15.                                                       | «Jimmy Neutron Theme»                       | Bowling for Soup             | 02:08    |  |

## Promoción y mercadotecnia
Desde un principio, Nickelodeon pensó en Jimmy como su primer personaje multimedia, cuyos derechos de autor los retuvo su compañía matriz Viacom, destinándolo a videojuegos, sitios web, juguetes, cómics y más. No obstante, promocionar una película con un protagonista desconocido presentaba un desafío, ya que «a los niños les gusta ir al cine a ver a un amigo», así que hubo especial enfoque en presentarlo como alguien divertido para las audiencias. El primer avance promocional se estrenó en cines en noviembre de 2000, antes de la película Rugrats in Paris, y consistía en clips tomados de varios cortos «intersticiales» producidos por DNA. El primero de ellos (de un total de siete), «New Dog, Old Tricks», se estrenó en Nickelodeon el 5 de febrero de 2001. Los cortos, de dos minutos cada uno, invitaban a visitar el sitio web JimmyNeutron.com, donde tenían un correspondiente juego diseñado en Shockwave Flash. Según Nickelodeon, 600 000 niños accesaban a este portal semanalmente.

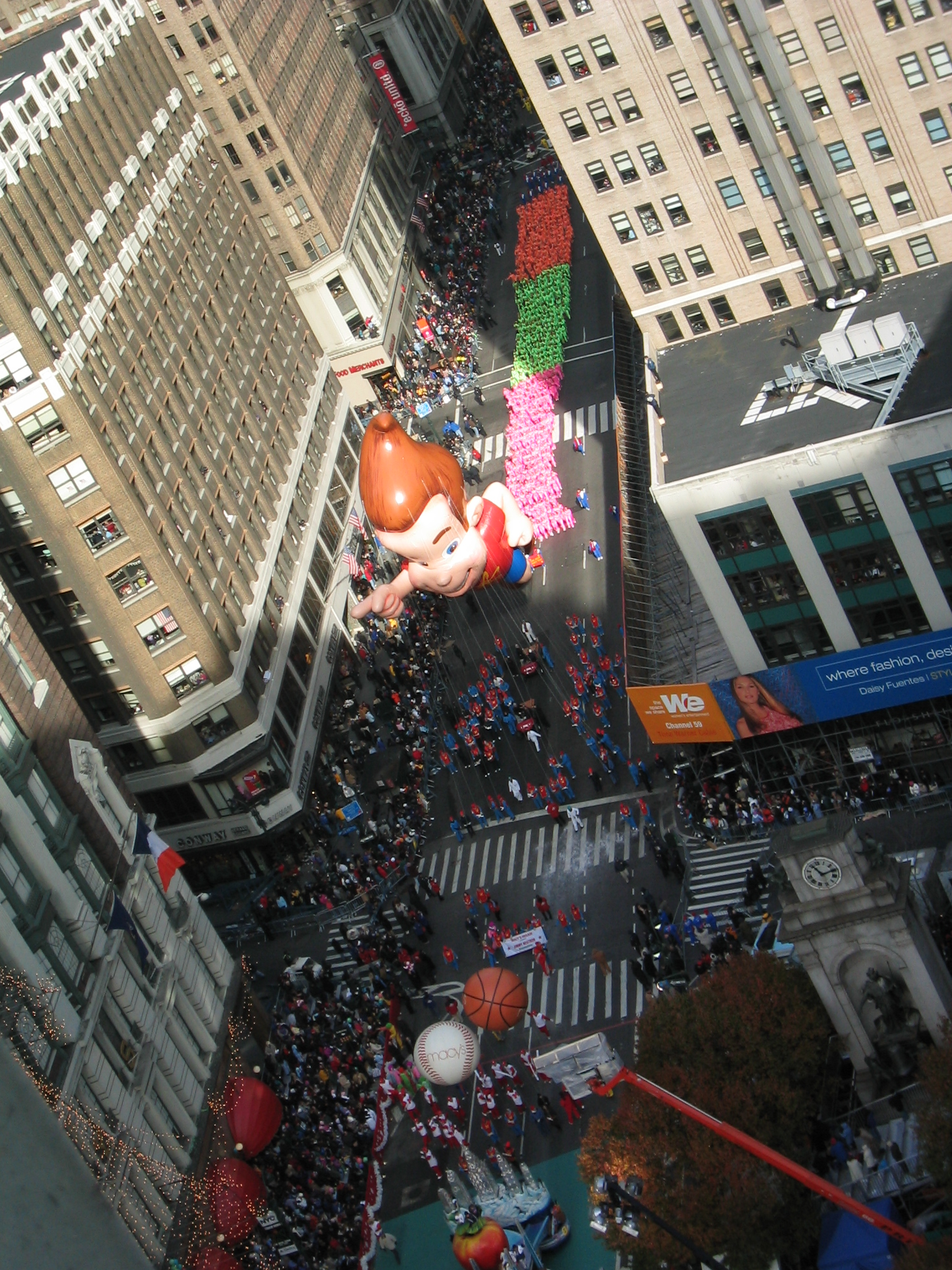
Globo de Jimmy en el 77.º Desfile del día de Acción de Gracias de Macy's (2001).

En abril de 2001, Nickelodeon Magazine estrenó la tira cómica mensual de Jimmy Neutrón, además de una columna de consejos escrita desde la perspectiva del personaje. En junio de ese año, el primer tráiler formal debutó antes de la película Lara Croft: Tomb Raider, siguiendo el tradicional «modelo Disney» de generar interés con un «bombardeo» de materiales promocionales hasta con un año de antelación. Otro anuncio expuso la película a 10.6 millones de televidentes durante la transmisión de los 14.º Nickelodeon's Kids Choice Awards, donde Jimmy apareció como breve presentador, después de haber roto «la barrera de las caricaturas». El canal también desató una «campaña viral» en septiembre de 2001, en la que Jimmy alteraba traviesamente la programación con su dispositivo de zapping; por ejemplo, volteando la imagen de Taina, cambiando brevemente el idioma de Rugrats y transformando a los personajes de SpongeBob SquarePants en marionetas. También fue uno de los globos flotantes que recorrieron el 77.º Desfile del día de Acción de Gracias de Macy's en noviembre de 2001. CBS, otro canal de Viacom, ayudó promocionar la película con un segmento especial de dos minutos, al término de The Rugrats Movie en horario central.
Una campaña promocional de 50 millones USD logró más de veinte asociaciones con diferentes marcas, incluyendo una con los chicles Trident (en cuyos comerciales apareció Jimmy) y otra con las tiendas RadioShack (donde se vendieron juguetes basados en la película, producidos por Mattel). En particular, el vehículo a control remoto de Jimmy, el Ultra Orb, fue un éxito destacado de ventas. Otros productos licenciados ya se vendían en diciembre de 2001, en almacenes como Toys "R" Us y KB Toys, tales como el slime de Jimmy y un libro editado por Simon Spotligh, que en su momento clasificó entre los best sellers infantiles de Publishers Weekly. THQ publicó un videojuego homónimo en CD-ROM y otro para la consola portátil Game Boy Advance, los cuales fueron desarrollados a la par que la película. A su vez, la cadena de restaurantes Burger King incluyó juguetes de los personajes en sus menús temáticos para niños, mientras que los cereales Kellogg's ofrecieron cucharas alusivas al filme.
Los esfuerzos por convertir a Jimmy en un personaje popular demostraron tener un gran alcance cuando un reporte de QScore lo situó entre los veinticinco personajes de caricatura más vistos por los niños de 6-10 años. Con el futuro lanzamiento de la serie de televisión, Nickelodeon continuó posicionándolo como una propiedad importante en sus prácticas de licenciamiento, con una variedad de productos adicionales pautados para 2002. La franquicia recibió el Reggie Award de 2003, dado por la Promotion Marketing Association (PMA), debido al amplio uso de Jimmy en productos promocionales, incluyendo una asociación con el cereal Crunch Berries de Quaker Oats, que distribuyó 50 millones de empaques tematizados en Estados Unidos.

## Estreno y recaudación
Celebridades como Coolio, Aaron Carter, Hilary Duff y Jennifer Connelly, entre otros mil invitados, asistieron a la premier efectuada en Paramount Studios el 9 de diciembre de 2001, en Los Ángeles (California). La película tuvo su estreno general varios días después, el 21 de diciembre, con clasificación G de la Motion Picture Association, lo que indicaba contenido apto para audiencias generales (en especial, niños de ocho años o menores). Debido a la gran campaña publicitaria dirigida a esta audiencia, Dave Karger de Entertainment Weekly predijo que la recaudación inicial sería de 20 millones USD, por debajo de su predicción para la taquillera The Lord of the Rings: The Fellowship of the Ring (lanzada en una fecha anterior). Sobre Jimmy Neutron, aseguró que «cualquier niño de ocho años conocedor de la cultura pop ha estado hablando de esto durante semanas». No muy lejos de esta predicción, la película generó 14 millones USD durante su semana de apertura, gozando así del tercer lugar entre los éxitos de taquilla de ese momento, por debajo de Lord of the Rings y Vanilla Sky.
En el registro de recaudos final de ese diciembre, la película fue la quinta más exitosa del mercado doméstico (el que comprende a Estados Unidos y Canadá), con sus ingresos brutos de 45 millones USD. En su temporada de lanzamiento fue una de las películas más populares para las familias, junto con contemporáneas como Monsters Inc. y Harry Potter and the Philosopher's Stone. En enero de 2002 generó otros 30 millones, seguidos por otros tres millones en febrero, lo que denotaba su descenso en ingresos a medida que filmes como Big Fat Liar y Snow Dogs se volvían los nuevos estrenos populares. Su vigencia en las boleterías fue de 53 semanas (poco más de un año), tiempo en el que generó un total de 102 millones USD a nivel mundial. De acuerdo con los datos de Box Office Mojo, se hizo con 80 millones en el mercado doméstico (un 78.6 % de la recaudación completa) y 22 millones en los demás territorios, entendidos como África, Asia-Pacífico, América Latina, Europa y Oriente Medio, logrando el otro 21.4 % de sus beneficios totales.

## Reseñas
Jimmy Neutron obtuvo un gran número de reseñas en periódicos, revistas y portales de Internet. Metacritic recopila una variedad de ellas: trece positivas, siete mixtas y una negativa, lo que genera una nota aprobatoria de 65/100. Rotten Tomatoes le otorgó su sello aprobatorio de «Certified Fresh», debido a que un 74 % de las opiniones registradas son positivas, sumado al veredicto editorial que afirma: «Lo que a Jimmy Neutron le falta en animación por computadora, lo compensa con encanto e inteligencia». Por otro lado, las audiencias encuestadas por CinemaScore le dieron una calificación promedio de A- en una escala de A+ a F.
Roger Ebert, de Chicago Sun-Times, percibió «un montón de originalidad en las ideas visuales», y aunque reconoció que el filme está dirigido principalmente a niños de primaria, también lo halló atractivo para «adultos que aprecian el arte de la animación». Para Gary Dowell, de Dallas Morning News, se trata de una «celebración de los delirios de grandeza de la niñez», en la que «la pandilla de DNA demuestra un talento especial para capturar el asombro y la imaginación sin límites de la infancia». Rita Kempley, de The Washington Post, opinó que el filme presenta lo suficiente para «mantener felices a los más chicos», junto con un humor para adultos «nada cínico» o de mal gusto, en el que «un eructo llega a ser lo más obsceno». Paul Tatara, de CNN, la calificó como «la película infantil más deliciosamente original de 2001», aunque dirigió una objeción hacia los Yolkians y su poca versatilidad cómica, «incluso [con] las voces de Patrick Stewart y Martin Short».
Patrick Z. McGavin, de Chicago Tribune, opinó que la película posee «la estilización fresca y pop de The Jetsons», a la vez que combina «la anarquía cultural con temas suaves y socialmente conservadores sobre la santidad de la familia y el hogar». Pese a esto, calificó de innecesaria la inclusión de chistes escatológicos que «parecen ser obra del coguionista y productor Steve Oedekerk». En Globe & Mail, Kevin Courrier le atribuyó una «brillante elegancia pop» y también la comparó con The Jetsons, como si sus colores hubiesen sido «imaginados por Monet». Para Bob Strauss, de Los Angeles Daily News, «todo el concepto funciona mejor en televisión» y «poco de ello se siente inspirado», pese a momentos que son «ciertamente entretenidos». Parte de su crítica se enfocó en la animación «limitada en movimiento» e «incompleta en grandes dosis», la cual comparó desfavorablemente con las producciones de DreamWorks y Pixar.
Lou Lumenick hizo comentarios similares a los de Strauss en el tabloide New York Post, aseverando que Jimmy Neutron «no es Shrek ni Monsters, Inc.», pues sus personajes y situaciones parecen «más que un poco prefabricados». Martín Pérez partió desde lo mismo en Página/12, a pesar de la «dinámica» y el «atractivo estético» de la película, dado que parece una «megaproducción televisiva puesta al lado de obras maestras». Contrario a ellos, en LA Weekly, F.X. Feeney le atribuyó el «alto nivel de excelencia» de dichos filmes, sumado a la «comedia bien elaborada» y el slapstick combinado con «diálogos satíricos e ingeniosos». Owen Gleiberman también fue positivo en Entertainment Weekly, al destacar lo vertiginoso de las escenas y, en especial, el momento en que «Jimmy y sus amigos se lanzan a un desenfreno de diversión al ritmo de “Blitzkrieg Bop”». Christine Dolen opinó en The Journal Times: «El encanto de Jimmy Neutron es que es lo bastante futurista para intrigar a los niños y lo bastante retro para enganchar a sus padres».
Jay Boyar, de Orlando Sentinel, la describió como «trepidante», «imaginativa» y llena de «gags y personajes divertidos». Según Kimberly Jones, de The Austin Chronicle, «la animación quizás está un poco por debajo del nivel», además de que cuestionó algunas caracterizaciones: «La única chica negra en un papel destacado nunca está sin sus auriculares con música hip-hop; el mejor amigo de Jimmy, Carl Wheezer, es gordo y asmático, lo que puede dar a los niños impresionables la idea de que Jimmy debe ser un héroe por hacerse amigo de un desaliñado como él». McGavin reforzó esta crítica: «Hay varios intentos de sátira social, en su mayoría relacionados con la amiga afroamericana materialista de Cindy, Libby (Crystal Scales), que son crudos y están mal integrados en la trama». En The Age, Philipa Hawker hizo un comentario similar: «Jimmy, en particular, es una figura insulsa que nunca parece mucho más que un logo con diálogo».
Según Ed Gonzales, de Slant Magazine, «los padres bostezarán y sonreirán aquí y allá, mientras que los niños menores de seis años tal vez se queden en sus asientos». Edward Porter opinó algo parecido en el diario británico The Sunday Times: «Es una diversión limpia y sana, pero aún así es más un desafío que un placer para los adultos que acompañan». En el diario mexicano Reforma, Doly Mallet comentó: «Obviamente es una trama sencilla y predecible, apta para niños muy pequeños [...] El mensaje es también muy entendible para el público infantil: “siempre obedece a tus padres, es mejor que no tenerlos”». Mal Vincent, de The Virginian Pilot, interpretó el mensaje de la misma manera, aunque los niños «nunca [lo] notarán en medio de toda la acción».

## Premios y nominaciones
Jimmy Neutron: Boy Genius ganó el premio de excelencia del Film Advisory Board (o «FAB Award»), el cual portó como sello de calidad en anuncios promocionales impresos en periódicos. La presidenta del FAB, Elayne Blythe, la llamó «una película refrescante, innovadora y bien escrita para que disfruten tanto padres como niños».
También fue candidata a mejor película animada en la 74.ª edición de los Premios Óscar, la primera vez que la Academia de Artes y Ciencias Cinematográficas presentaba esa categoría, aunque había estado premiando animaciones desde 1932. Shrek de DreamWorks y Monsters Inc. de Disney-Pixar fueron las otras dos nominadas de once filmes elegibles para la categoría. Con esto, Jimmy Neutron se enfrentaba a «dos de los filmes animados más populares [de 2001]» y era vista como una «no favorita» o como la de menos posibilidades de ganar. Esta también fue la primera vez que una película de Nickelodeon fue nominada al Óscar, contexto en el cual se efectuó la primera Fiesta Anual del Óscar a la Animación («Nickelodeon's First Annual Animation Oscar Party») en un restaurante de Beverly Hills, en marzo de 2002. A este evento asistieron los directores de los filmes nominados, además de sus productores y varias figuras invitadas, como Debi Derryberry, Jennifer Tilly, Gabor Csupo y Craig Bartlett. Finalmente, Shrek fue la ganadora del Óscar en la ceremonia llevada a cabo en Los Ángeles el 24 de marzo de 2002.
| Premio                          | Año  | Categoría                                                           | Nominado                       | Resultado | Ref.    |
| ------------------------------- | ---- | ------------------------------------------------------------------- | ------------------------------ | --------- | ------- |
| Premios del Film Advisory Board | 2002 | Premio de excelencia                                                | Jimmy Neutron: Boy Genius      | Ganadora  | [ 110 ] |
| Premios Óscar                   | 2002 | Mejor película animada                                              | John A. Davis y Steve Oedekerk | Nominados | [ 117 ] |
| Premios Satélite                | 2002 | Mejor película - Animada o medios mixtos                            | Jimmy Neutron: Boy Genius      | Nominada  | [ 118 ] |
| Premios Satélite                | 2003 | Mejor DVD juvenil                                                   | Jimmy Neutron: Boy Genius      | Nominado  | [ 119 ] |
| Premios Golden Reel             | 2002 | Mejor edición de sonido - Película animada - Doméstica y extranjera | Jimmy Neutron: Boy Genius      | Nominada  | [ 120 ] |
| Premios Golden Reel             | 2002 | Mejor edición de sonido - Música - Película animada                 | Jimmy Neutron: Boy Genius      | Nominada  | [ 120 ] |
| Premios Young Artist            | 2002 | Mejor película familiar - Animación                                 | Jimmy Neutron: Boy Genius      | Nominada  | [ 121 ] |

## Edición en DVD y VHS
El lanzamiento de la película en formatos de entretenimiento doméstico fue parte del plan de Nickelodeon Consumer Products para robustecer su marca en ese mercado y el de los videojuegos. El VHS y el DVD salieron a la venta el 2 de julio de 2002, a través de Paramount Home Entertainment, y fueron respaldados por promociones en Nickelodeon y con la guía «Science Is Fun», que fue distribuida entre 30 000 maestros y bibliotecarios de Estados Unidos y Canadá, con el fin de promover el gusto por la ciencia entre niños. Martin Blythe, un portavoz del lanzamiento, aseveró que Jimmy Neutron, «por fantástico que sea», tiene un «aspecto educativo más serio» que los padres debían considerar.
La guía «Science Is Fun» contenía calcomanías, un afiche de actividades, información sobre cómo hacer ciencia en casa y recomendaciones de páginas web, revistas y libros de índole educativa. Paramount pidió a los educadores que les enviaran los resultados de aplicar la guía en clases, junto con las respuestas a preguntas como «¿has visto por un telescopio» o «¿alguna vez has jugado con ciencia en casa?». El lanzamiento en vídeo también fue promocionado con anuncios impresos, asociaciones con museos y concursos transmitidos por radio y televisión. Las copias en DVD y VHS llevaban una etiqueta que reconocía la nominación de la película al Óscar, en un intento de capitalizar en la primera vez que la Academia de Artes y Ciencias Cinematográficas reconoció al mejor largometraje animado.
Por primera vez en un lanzamiento en DVD de Paramount, se incluyeron dos relaciones de aspecto de la misma película: pantalla cuadrada («full-frame») y pantalla ancha («widescreen»). También se añadió un conjunto de materiales complementarios: doce promos televisivos sobre Jimmy, tráileres y avances, el minidocumental The Making of Jimmy Neutron (sobre la producción de la película), los vídeos musicales de «Leave It up to Me» (de Aaron Carter) y «Kids in America» (de No Secrets) y una función de DVD-ROM para jugar siete juegos de computadora (cuatro desarrollados por THQ). La versión del mercado hispanohablante, lanzada el 14 de julio de 2002, contaba con las mismas bonificaciones. A solo semanas de su lanzamiento, el DVD se posicionó entre el segundo y tercer lugar de mayores ventas, según datos de la revista Billboard. El VHS también figuró entre los más vendidos.

## Secuela cancelada
En febrero de 2002, Los Angeles Times informó que Nickelodeon y Paramount estaban desarrollando una secuela para estrenarla en el verano de 2004. Ya entonces, Jimmy Neutron: Boy Genius había recaudado 78 millones USD en el mercado Estados Unidos-Canadá, y su personaje principal se había convertido en un «gigante de la mercadotecnia» que había devuelto «cada centavo gastado en él» a ambas compañías. El productor Albie Hecht comentó que la secuela «se haría más o menos con el mismo presupuesto que la primera», pero presentaría novedades en cuanto a inventos de Jimmy y aventuras en Retroville.
El 20 de junio de 2002, The Hollywood Reporter anunció que Kate Boutilier, además de guionizar la película de The Wild Thornberrys (también de Nickelodeon y Paramount), había firmado un contrato para escribir la secuela, por lo cual había recibido una suma de dinero no especificada. Dos ejecutivos de Nickelodeon, Julia Pistor y Ricki Spector, estaban supervisando el proyecto junto con Karen Rosenfelt, la vicepresidenta ejecutiva de producción de Paramount.
En una entrevista para The Dallas Morning News en septiembre de 2002, Davis afirmó que la secuela todavía era tema de conversación en Nickelodeon, pero no brindó detalles al respecto. Según Alcorn, esta jamás se materializó porque no hubo consenso sobre la historia. También declaró que «una vez que salió la serie de televisión, no había muchos incentivos para hacer una película, cuando los fanes simplemente podían ver a Jimmy en casa de forma gratuita». Davis no descartó la idea de escribir una continuación, y en 2016 dijo que tenía una idea que involucraba viajes en el tiempo, como en un episodio de All Grown Up!, de modo que exploraría lo que podría pasarle a Jimmy y sus amigos en el futuro. Según Noah Bell, de Collider: «Con una premisa tan creativa, Jimmy Neutron parece una de esas franquicias que se pueden revivir para cada nueva generación. Y dado que muchos de los involucrados en la serie original están interesados en un regreso, uno se pregunta por qué está tardando tanto».

## Franquicia

### Series de televisión

Logo antiguo de Nickelodeon.

El éxito de la película marcó la transición a la serie de televisión The Adventures of Jimmy Neutron, Boy Genius, en la que cada episodio de media hora presenta dos segmentos con tramas diferentes, usualmente centradas en los desafíos y desventajas de ser un niño genio. Davis y Oedekerk fueron productores ejecutivos, Alcorn asumió el puesto de director y los personajes conservaron sus voces originales. El primer episodio fue visto por 4 millones de personas en Estados Unidos, estableciendo el récord del debut más visto en los 23 años de Nickelodeon. Además de las tres temporadas transmitidas en el período 2002-2006 (lo que equivale a 61 episodios), generó un cruce de tres partes con The Fairly OddParents, titulado The Jimmy/Timmy Power Hour, en el que los estilos 2D y 3D de ambas series se intercambian y convergen entre sí. En 2010 se estrenó el spin-off Planet Sheen, donde el foco se transfiere a Sheen y los habitantes del planeta Zeenu que lo acogen dentro de su sociedad. La serie no obtuvo la misma aceptación que su antecesora y fue cancelada tras alcanzar 26 episodios.

### Atracción temática
El 11 de abril de 2003, Universal Studios Florida inauguró la atracción Jimmy Neutron's Nicktoon Blast, que consistía en un paseo simulado en cohete con asientos móviles programados. Esto fue parte de un plan de expansión y renovación del parque para atraer más turistas, tras los profundos efectos de los atentados terroristas del 11 de septiembre de 2001. La atracción tardó casi dos años en completarse y tomó el lugar que por años había ocupado The Funtastic World of Hanna-Barbera. Para ello se contó con la colaboración de Dale Mason, quien ya había diseñado algunas atracciones temáticas para Universal, y con aportaciones creativas de Steve Oedekerk. El parque también hizo espacio para Shrek 4-D, otra atracción centrada en personajes hechos por computadora, en un intento de mantenerse a la vanguardia con los gustos de los visitantes.
Proyectada en formato panorámico de 70 milímetros, la aventura giraba en torno al robo del nuevo cohete de Jimmy, el Mark IV, a manos de Ooblar, quien pretendía apoderarse del área del parque habitada por personajes de Nickelodeon, llamada Nicktoons Studios. Jimmy, Goddard y Carl se embarcaban en el plan de rescate, atravesando diversos escenarios en el viejo cohete de Jimmy, mientras se dejaba ver a otros personajes famosos del canal, como SpongeBob Squarepants, Rugrats y la familia Thornberry. En este proceso, la audiencia asumía el rol de acompañante hasta que Jimmy lograba derrotar a Ooblar. La atracción fue clausurada el 18 de abril de 2011 para darle lugar a la experiencia de Despicable Me, Minion Mayhem, la cual tenía una configuración muy similar a la de Jimmy Neutron's Nicktoon Blast.

### Videojuegos
Jimmy Neutron fue la primera propiedad de Nickelodeon en tener un título interactivo en simultáneo con una película. THQ, aliada exclusiva de Nickelodeon Consumer Products en el mercado de los videojuegos, obtuvo vistazos tempranos del filme y recibió ayuda de los productores para desarrollar cuatro juegos para diferentes consolas, además de haber obtenido los derechos de The Wild Thornberrys, Rugrats, SpongeBob Squarepants y Rocket Power.
Jimmy Neutron: Boy Genius, de CD-ROM y Game Boy Advance, fue el primero en salir a la venta, el 6 de noviembre de 2001. Ambas versiones alternan entre la modalidad de plataformas y vuelos en el espacio, a medida que Jimmy se vale de gadgets como la mochila propulsora, el rayo reductor y el cohete espacial para atravesar escenarios, mientras que Goddard, como segundo personaje utilizable, tiene habilidades como la de convertirse en patinete o en pogo saltarín. La versión de GBA se desarrolla en 24 niveles, mientras que la versión de computadora solo incorpora seis. Los lugares a atravesar incluyen la escuela, el parque de atracciones, la lluvia de meteoros y el planeta Yolkus, con tal de vencer a los Yolkians y salvar a los adultos de Retroville. Las otras versiones fueron lanzadas en 2002: una para PlayStation 2 (el 26 de septiembre) y otra para Nintendo GameCube (el 16 de diciembre).
THQ desarrolló otros tres videojuegos basados en esta propiedad. En el primero, Jimmy Neutron vs. Jimmy Negatron (de 2002, para GBA y computadoras de sobremesa), Jimmy conoce a su doble malvado de otra dimensión y debe escapar de su trampa para recuperar su vida en Retroville. En el segundo, The Adventures of Jimmy Neutron Boy Genius: Jet Fusion (de 2003, para PlayStation 2, GameCube y GBA), Jimmy va al Tíbet para rescatar a Jet Fusion (una estrella de cine y agente secreto) del profesor Calamitous. En el tercero, The Adventures of Jimmy Neutron Boy Genius: Attack of the Twonkies (de 2004, para PlayStation 2, GameCube y GBA), Jimmy y sus amigos batallan contra los Twonkies, alienes provenientes del cometa Twonkus-3, el cual pasa cada año por el cielo de Retroville. Tanto este como Jet Fusion están basados en episodios especiales de la serie de televisión.

## Legado

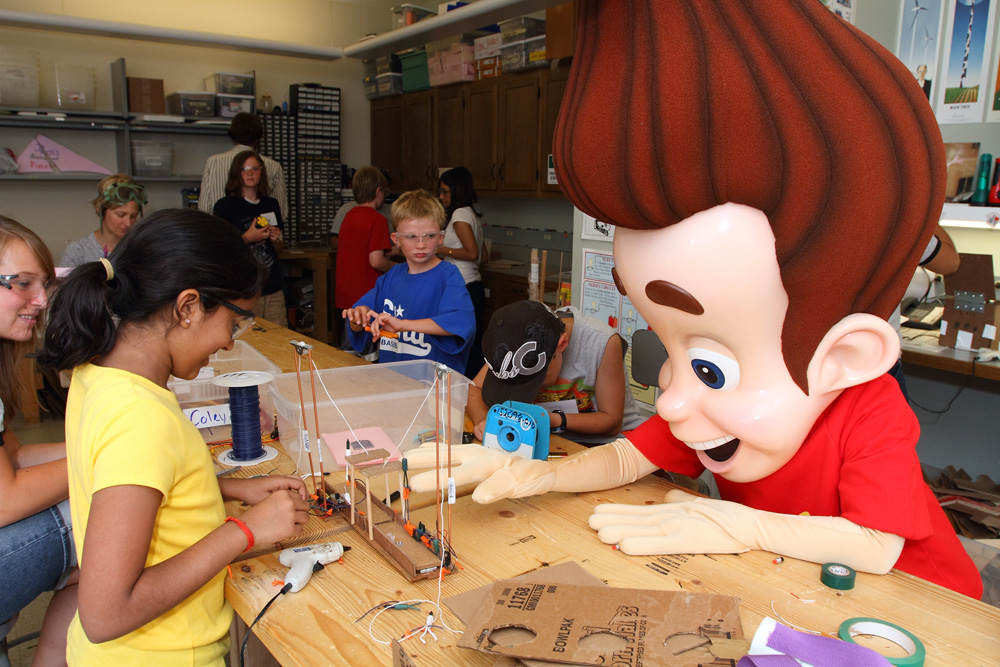
Niños conocen a Jimmy en un museo de Mineápolis en 2010.

De acuerdo con A. O. Scott, crítico de cine de The New York Times, la película hizo «ingeniería inversa de una franquicia, pasando de la pantalla grande a la pequeña», a la vez que su medio, la animación, es «bandera de una enorme industria que produce en masa comidas rápidas, juguetes de plástico y videojuegos», con prácticas mercadológicas que son «tan antiguas como las películas mismas». Su posterior serie de televisión, The Adventures of Jimmy Neutron, Boy Genius, «se convirtió en un elemento básico de Nickelodeon y demostró que la adaptación de la película a la televisión era un modelo viable para el éxito». El canal había invertido 100 millones USD en extender la franquicia, mediante acuerdos con marcas como Heinz, Quaker Oats, Embassy Suites y Burger King. Julia Pistor, la vicepresidenta sénior de Nickelodeon Movies, calificó esto como «un modelo emocionante y exitoso». La serie también marcó un hito como el primer Nicktoon hecho por computadora, y en 2003 alcanzaba de tres a cuatro millones de televidentes en Estados Unidos, según datos de Nielsen Media Research.
Nickelodeon, «una fuerza competitiva no solo en la industria de la televisión, sino en el entretenimiento infantil en general», había gozado de gran éxito con la primera película de Rugrats en 1998, lo que resultó en la primera cinta animada no hecha por Disney en recaudar más de 100 millones USD. En tal caso, el canal se había valido de una propiedad establecida por una serie de televisión, cuyo éxito ayudó a que la adaptación cinematográfica recaudara 76 millones USD en solo cuatro semanas. Según los analistas, Jimmy Neutron, una propiedad hecha desde cero, representaba una «apuesta de bajo riesgo» para Paramount, ya que, de no haberse convertido en un taquillazo de su temporada, tenía posibilidades de ser un éxito modesto. Para Jordan Rohan, analista de la compañía Wit Soundview Technology de Nueva York, el tipo de promoción fue un aspecto clave del resultado deseado: «Viacom entiende que es mejor lanzar un producto en el transcurso de unos pocos años y crear una franquicia sostenible. Es la teoría de la construcción constante». El mismo modelo volvió a utilizarse con Barnyard en 2006 —escrita, producida y dirigida por Steve Oedekerk—, que también fue desarrollada en conjunto con una serie de televisión para Nickelodeon.
En palabras de Jerry Beck, autor del libro The Animated Movie Guide (2005), «Jimmy Neutron demuestra que es posible hacer una buena película con clasificción G fuera de Hollywood y aun así ser un éxito financiero». Peter Debruge, crítico de cine en jefe de Variety, reflexionó a diez años de la entrega del primer Óscar al mejor largometraje animado, destacando que Jimmy Neutron, al margen de las otras dos nominadas, «ya era un testimonio de cómo la animación por computadora estaba cambiando drásticamente el campo, permitiendo que se hiciera un largometraje en Texas». John Lasseter, el director de Toy Story y otras películas de Pixar, le dijo a Los Angeles Times: «Me sentí muy orgulloso de los cineastas que hicieron Jimmy Neutron [...] Es un testimonio de que el acceso a los “materiales” genera una competencia más sofisticada en el mercado». La película también fue un emprendimiento satisfactorio para el equipo de Nickelodeon, aunque las predicciones la situaban en un «tercer lugar distante» como contendiente al Óscar. Albie Hecht expresó: «La idea era iniciar nuestra propia franquicia. Es una alegría estar allí junto a Disney y Jeffrey Katzenberg».
En un ensayo recogido en el libro Nickelodeon Nation: The History, Politics, and Economics of America's Only TV Channel for Kids (2004), Norma Pecora, profesora asociada de la Escuela de Telecomunicaciones de la Universidad de Ohio, afirma que Jimmy Neutrón es simbólico «tanto de los cambios en Nickelodeon bajo el reinado de [Herb] Scannell como del futuro del márquetin infantil», incluso más allá de cualquier plataforma tradicional, sino como fruto de una sinergia entre tecnologías relativamente nuevas, «sin mencionar que el propio Jimmy Neutrón es una imagen generada por computadora». El ensayo afirma: «Mientras que Rugrats y Blue’s Clues comenzaron su vida en la televisión, con Jimmy Neutron: Boy Genius, Nickelodeon trasladó el entretenimiento infantil del ámbito televisivo al mundo digital de los videojuegos, el software informático y los DVD [...] Cuando Jimmy Neutrón debutó en televisión en el otoño de 2002, ya era un personaje bien establecido»; por lo tanto, se convirtió en «ejemplo de las condiciones estructurales que pueden impulsar las decisiones corporativas».